# Bednary-Kolonia
Bednary-Kolonia – wieś w Polsce położona w województwie łódzkim, w powiecie łowickim, w gminie Nieborów.

## Historia
Wieś lokowana za czasów Księstwa Łowickiego, na potrzeby kolonistów i ich protestanckich, głównie luterańskich, rodzin rzemieślniczych, przybyłych tu z krajów niemieckich: Badenii, Hesji i Wirtembergii.
Tu osiedlili się m.in. pochodzący z Odenwaldu w Hesji dziadkowie Adolfa Daab - przemysłowca i radnego Warszawy z przełomu XIX i XX wieku.
Do 19 lipca 1924 wieś Bednary-Kolonia nosiła nazwę: Bednary Niemieckie (gmina Kompina, powiat łowicki). W latach 1975–1998 miejscowość administracyjnie należała do województwa skierniewickiego.